# Facultad de Ciencias de Valladolid
La Facultad de Ciencias de la Universidad de Valladolid es un centro docente de Valladolid en el que se imparten titulaciones de Grado y Postgrado. Se encuentra situado en el Campus Miguel Delibes. 

## Titulaciones
- Grado en Química
- Grado en Estadística
- Grado en Matemáticas
- Grado en Física
- Grado en Óptica y Optometría
- Doble Titulación de Grado en Matemáticas y Grado en Física
- Doble Titulación de Grado en Matemáticas y Grado en Ingeniería Informática de Servicios y Aplicaciones
- Doble Titulación de Grado en Estadística y Grado en Ingeniería Informática
- Postgrado en Física y Tecnología de los Láseres
- Postgrado en Instrumentación en Física
- Postgrado en Investigación en Matemáticas
- Postgrado en Nanociencia y Nanotecnología Molecular
- Postgrado en Química Teórica y Modelización Computacional